# 布里孔维尔
布里孔维尔（法語：Briconville，法語發音：[bʁikɔ̃vil]）是法国厄尔-卢瓦省的一个市镇，属于沙特尔区。

## 地理
布里孔维尔（48°31'39"N, 1°23'16"E）面积6.26 平方千米，位于法国中央-卢瓦尔河谷大区厄尔-卢瓦省，该省份为法国北部内陆省份，北起顺时针与厄尔省、伊夫林省、埃松省、卢瓦雷省、卢瓦-谢尔省、萨尔特省和奧恩省接壤。
与布里孔维尔接壤的市镇（或旧市镇、城区）包括：贝谢尔-圣日耳曼、弗雷奈勒日尔梅、巴约莱韦克、米坦维利耶-韦里尼。

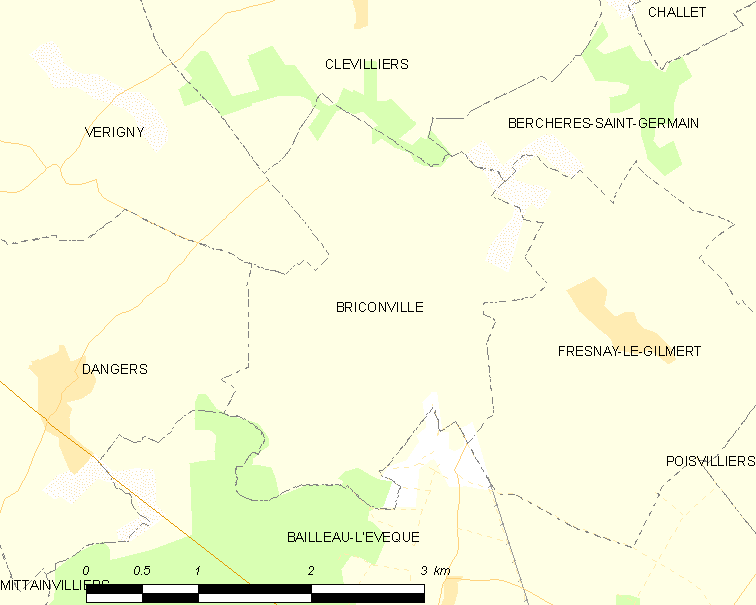
布里孔维尔的OSM定位图

布里孔维尔的时区为UTC+01:00、UTC+02:00（夏令时）。

## 行政
布里孔维尔的邮政编码为28300，INSEE市镇编码为28060。

## 政治
布里孔维尔所属的省级选区为沙特尔第一县。

## 人口

1962-2008年间布里孔维尔人口变化图示

布里孔维尔于2022年1月1日时的人口数量为268人。